# Frank Vogel
Frank Paul Vogel (Wildwood Crest, 21 de junho de 1973) é um treinador norte-americano de basquete, que já passou pela equipe do Indiana Pacers e atuou como assistente técnico do Philadelphia 76ers e do Boston Celtics. Já passou pela equipe dos Los Angeles Lakers, que disputa a Associação Nacional de Basquetebol (NBA). Atualmente,  está sem clube.

## Los Angeles Lakers (2019–2022)
No dia 13 de Maio de 2019, Vogel foi anunciado como treinador dos Los Angeles Lakers. Vogel foi escolhida como treinador do "Team LeBron" no All-Star Game de 2020, 69ª edição do evento, que ocorreu no dia 16 de fevereiro, em Chicago. Na sua primeira temporada como técnico dos Lakers, Vogel levou o time aos Play-Offs liderando a Conferencia Oeste por 52-19. E levando o time ao Titulo da NBA, sendo o 17º da franquia e o seu primeiro titulo com treinador. Nos Play-Offs derrotaram o Portland Blazers, Houston Rockets, e Denver Nuggets, e derrotando o Miami Heat nas Finais da NBA. Após o fim da temporada 21/22 vogel foi demitido do lakers

## Prêmios e Homenagens
- NBA:
  - Campeão da NBA: 2020
  - Treinador do All-Star Game: 2014 e 2020

## Temporadas como Treinador
| Temporada Regular | Temporada Regular | Temporada Regular | Temporada Regular | Temporada Regular | Temporada Regular | Temporada Regular      | Playoffs | Playoffs | Playoffs | Playoffs | Playoffs                           |
| Time              | Ano               | J                 | V                 | D                 | %                 | Classificação          | PJ       | PV       | PD       | %        | Resultado                          |
| ----------------- | ----------------- | ----------------- | ----------------- | ----------------- | ----------------- | ---------------------- | -------- | -------- | -------- | -------- | ---------------------------------- |
| Indiana           | 2010–11           | 38                | 20                | 18                | .526              | 2º na Divisão Central  | 5        | 1        | 4        | .200     | Perdeu na Primeira Rodada          |
| Indiana           | 2011–12           | 66                | 42                | 24                | .636              | 2º na Divisão Central  | 11       | 6        | 5        | .545     | Perdeu na Semifinal de Conferencia |
| Indiana           | 2012-13           | 81                | 49                | 32                | .605              | 1º na Divisão Central  | 19       | 11       | 8        | .579     | Perdeu na Final de Conferencia     |
| Indiana           | 2013-14           | 82                | 56                | 26                | .683              | 1º na Divisão Central  | 19       | 10       | 9        | .526     | Perdeu na Final de Conferencia     |
| Indiana           | 2014-15           | 82                | 38                | 44                | .463              | 3º na Divisão Central  | 0        | 0        | 0        | 0        | Não Classificou                    |
| Indiana           | 2015-16           | 82                | 45                | 37                | .549              | 2º na Divisão Central  | 7        | 3        | 4        | .429     | Perdeu na Primeira Rodada          |
| Orlando           | 2016-17           | 82                | 29                | 53                | .354              | 5º na Divisão Sudeste  | 0        | 0        | 0        | 0        | Não Classificou                    |
| Orlando           | 2017-18           | 82                | 25                | 57                | .305              | 4º na Divisão Sudeste  | 0        | 0        | 0        | 0        | Não Classificou                    |
| Lakers            | 2019-20           | 71                | 52                | 19                | .732              | 1º na Divisão Pacífico | 21       | 16       | 5        | .762     | Campeão da NBA                     |
| Carreira          | Total             | 66                | 356               | 310               | .535              |                        | 81       | 47       | 35       | .573     |                                    |